# Timebox
Timebox was een Britse psychedelische popband en werd geformeerd in oktober 1965 in Southport.

## Bezetting
- Ollie Halsall[1] (geb. als Peter John Halsall, Southport, 14 maart 1949 - Madrid, 29 maart 1992) - (vibrafoon, later gitaar)
- Chris Holmes (geb. als Christopher Noel Holmes, Cleethorpes, 12 September 1945) - (piano, orgel)
- Kevan Fogarty (geb. als Kevan Michael Stanhope Fogarty, Southport, 20 juli 1944 - Orange City, 12 oktober 2010) - (zang, leadgitaar)
- Clive Griffiths (geb. in Southport, 16 mei 1945) - (basgitaar)
- Geoff Dean (geb. in Southport, 29 april 1944 - 26 mei 2002) - (drums)
- Richard Henry (zang)
- Andy Petre (drums)
- Mike Patto (zanger, songwriter)
- John Halsey (geb. in Highgate (Vermont), 23 februari 1945) - (drums)

## Geschiedenis
De band werd professioneel en ging naar Londen in oktober 1966. Spoedig gingen ze op tournee met The Kinks, The Small Faces, Tommy Quickly en Lou Christie en daarnaast hadden ze een onderkomen bij de Whisky a Go Go. Dan werd de Amerikaanse zanger Richard Henry aan de band toegevoegd en werd de bandnaam gewijzigd naar Timebox, een Amerikaanse term voor een gevangeniscel. In februari 1967 tekenden ze bij Piccadilly Records, waar hun debuutsingle I'll Always Love You / Save Your Love, geproduceerd door John Schroeder, werd gepubliceerd.
Daaropvolgend keerde Henry terug naar de Verenigde Staten en Geoff Dean werd vervangen door Andy Petre. In april 1967 werd de instrumentale single Soul Sauce / I Wish I Could Jerk Like My Uncle Cyril uitgebracht. Mike Patto voegde zich daarna bij de band en vervulde een prominente rol als zanger en songwriter. Toen Petry de band verliet, werd zijn plaats ingenomen door John Halsey.
Ze namen twee singles op voor Piccadilly Records, voordat ze in 1967 tekenden bij Deram Records, waar ze vijf singles opnamen tussen 1967 en 1969 en verschenen bij BBC-shows als Noise at Nine, Stuart Henry on Sunday en Jimmy Young. Hun enige Britse binnenkomst in de singlehitlijst was hun coverversie van Beggin' van The Four Seasons met een 38e plaats. Nadat hun laatste single flopte in 1970, verliet Chris Holmes de band en vertrok naar Babe Ruth. De overgebleven leden Patto, Halsey, Halsall en Griffiths gingen verder onder de naam Patto.

## Discografie

### Singles
Piccadilly Records
- 1967: I Will Always Love You / Save Your Love
- 1967: Soul Sauce / I Wish I Could Jerk Like My Uncle Cyril

Deram Records
- 1967: Don't Make Promises / Walking Through the Streets of My Mind
- 1968: Beggin' / A Woman That's Waiting
- 1968: Girl Don't Make Me Wait / Gone Is the Sad Man
- 1968: You Better Run
- 1969: Baked Jam Roll in Your Eye / Poor Little Heartbreaker
- 1969: Yellow Van / You've Got the Chance

### Albums
- 1976: The Original Moose on the Loose (1976, Cosmos)
- 1998: The Deram Anthology (compilatie 1998, Deram)
- 2008: Beggin' (compilatie 2008, RPM)